# サン・ヴィセンテ・デ・フォーラ修道院

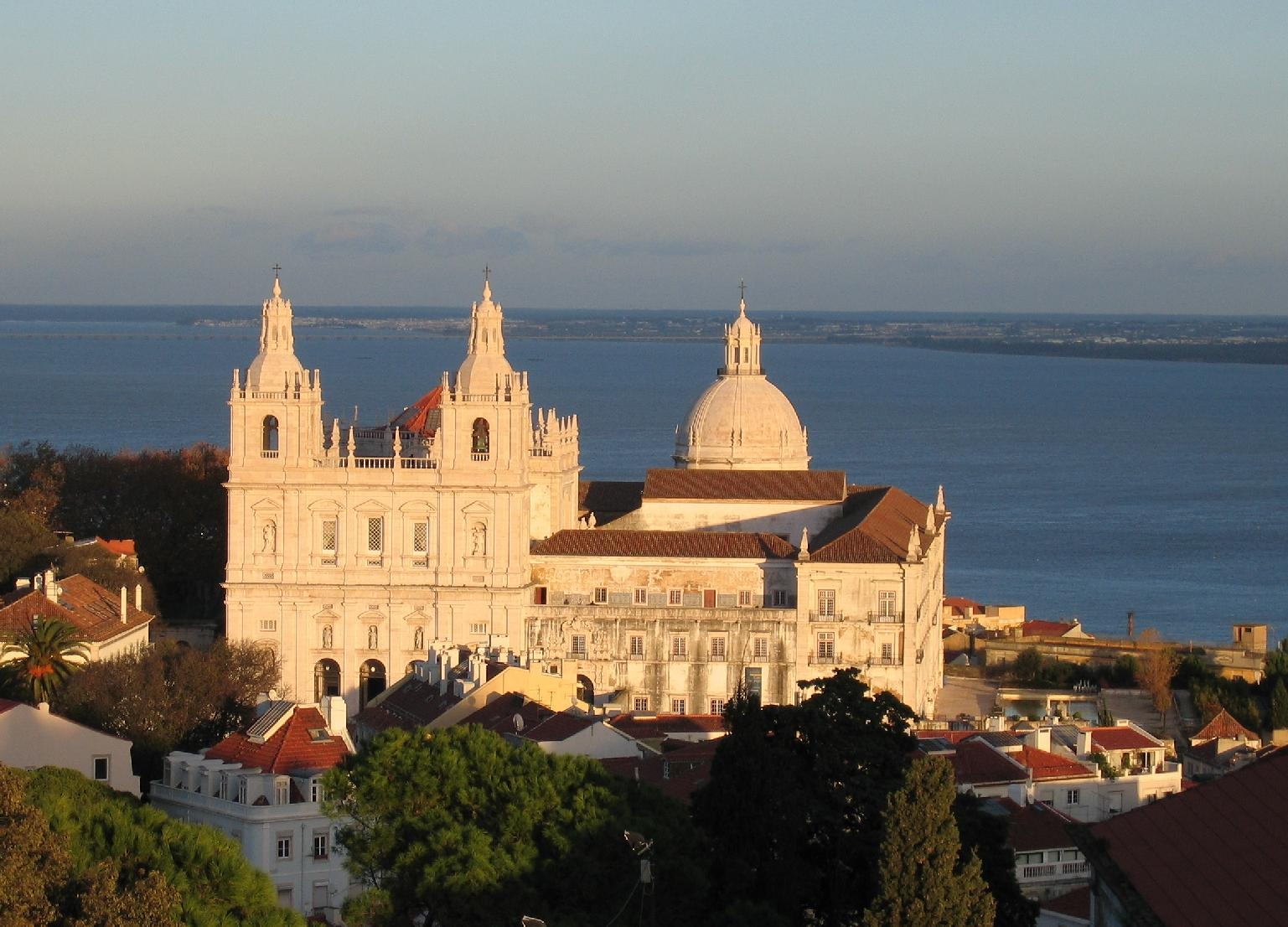
サン・ジョルジェ城から眺めた修道院

サン・ヴィセンテ・デ・フォーラ修道院 （Igreja ou Mosteiro de São Vicente de Fora）は、ポルトガル・リスボン・アルファマ地区にある17世紀に建てられた修道院と教会。『デ・フォーラ』とは城壁の外側、という意味である。ポルトガル国内で最も重要なマニエリスムの建築物の一つであり、ブラガンサ家のポルトガル王たちの菩提寺である。

## 歴史
サン・ヴィセンテ・デ・フォーラ修道院の原型は、1147年に初代ポルトガル王アフォンソ1世により聖アウグスチノ修道会のため建てられた修道院に始まる。リスボンを取り巻く城壁の外側に修道院はロマネスク様式で建てられ、中世ポルトガルの重要な修道院であった。12世紀にイスラム勢力下のアルガルヴェ王国からリスボンをキリスト教軍へもたらしたとされる、リスボンの守護聖人聖ヴィセンテに奉納された。
現在の建物は、1580年の王位継承危機のあとポルトガル王となったスペイン王フェリペ2世の命令で再建されたものである。修道院付属の教会は、1582年から1629年にかけて建設された。その間、他の修道院の建物は後回しにされ18世紀になって工事が終了した。教会内の装飾の考案は、イタリア人イエズス会士フィリッポ・テルツィかスペイン人フアン・デ・エレーラであると考えられている。装飾計画は、レオナルド・トゥリアノやバルタザール・アルヴァレス、ペドロ・ヌネス・ティノコ、フアン・ヌネス・ティノコらによって進められた。

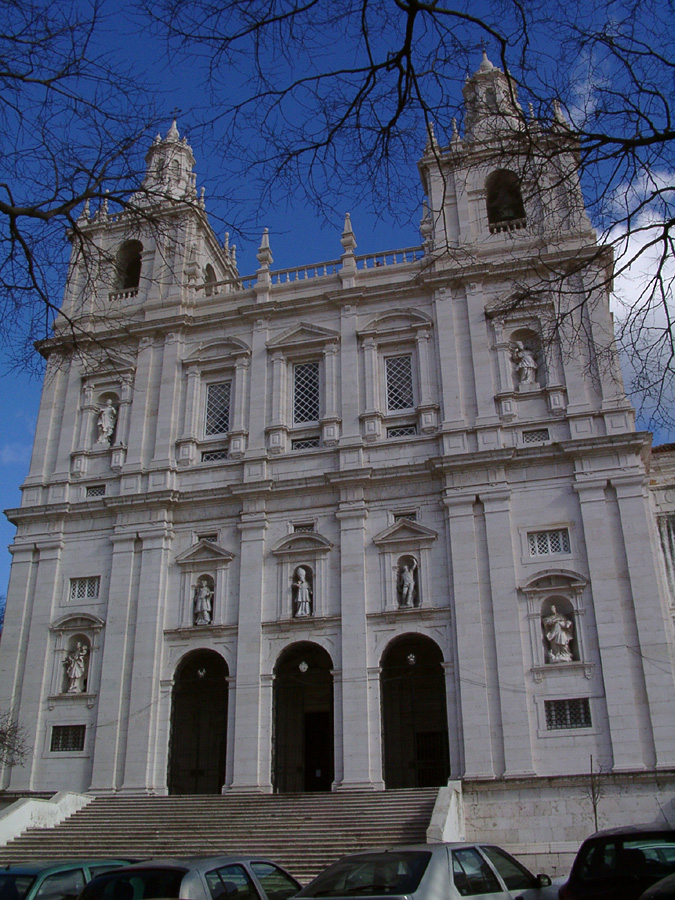
教会のファサード

教会は壮麗で、後期ルネサンス様式であるマニエリスムのファサードを持つ。バルタザール・アルヴァレスによるファサードにはいくつものくぼみがもうけられ、聖人の像が立つ。美しい祭壇は、18世紀のポルトガルにおける最高の彫刻家ジョアキン・マチャド・デ・カストロのバロック様式の仕事である。
入り口の内部は、18世紀の青と白のタイルで装飾されている。1147年のリスボン包囲戦など、修道院の歴史を描いている。部屋の天井の写実的絵画はイタリア人ヴィンチェンツォ・バッカレッリによって描かれた。

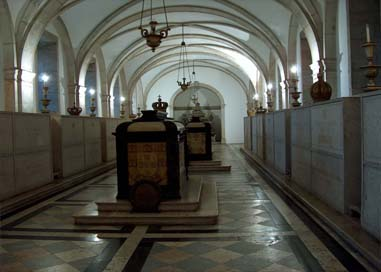
ブラガンサ家霊廟

## ブラガンサ家霊廟
ポルトガルにおける信仰問題が溶解すると、修道院は、1834年にリスボン大司教の宮殿に変わった。数十年後、フェルナンド2世は、僧侶らの古い食堂をブラガンサ家の王・女王たちの墓所に変え、それまでの教会堂から墓をブラガンサ家霊廟へ移した。自ら建設したエストレラ大聖堂に埋葬されたマリア1世と、1972年にブラジル皇帝ペドロ1世としてサンパウロの独立記念碑に改葬されたペドロ4世の2人を除く、ブラガンサ家の全ての王たちがここに埋葬されている。1908年に共和主義者によって暗殺されたカルロス1世と長男ブラガンサ公ルイス・フィリペの墓には、死者を悼む等身大の像が立っている。